# Schenkeldijk (Strijen)

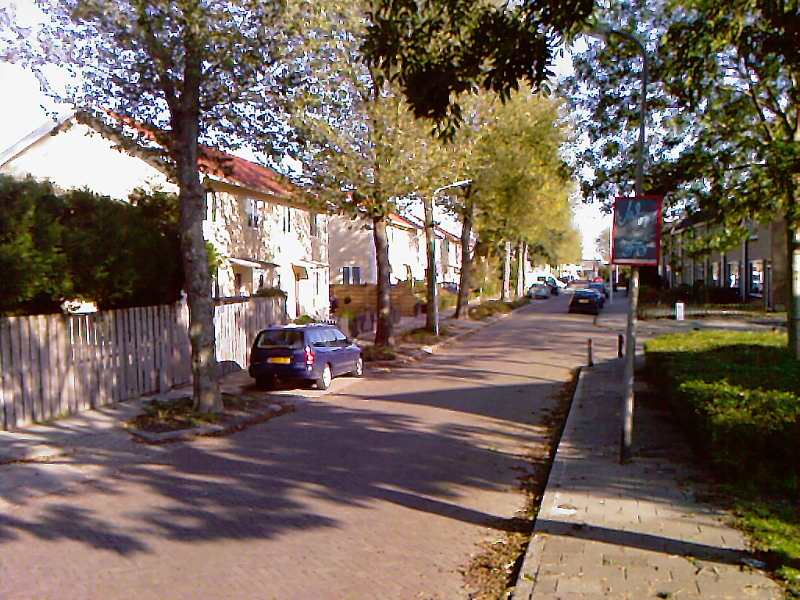
De Zweedsestraat in Schenkeldijk met aan de linkerzijde de Zweedse houten huizen

Schenkeldijk is een klein dorp of kleine buurtschap in de gemeente Hoeksche Waard in de Nederlandse provincie Zuid-Holland. Het ligt 1 kilometer ten zuidoosten van Mookhoek. Van 1 januari 2007 tot en met 31 december 2018 viel Schenkeldijk bestuurlijk onder de gemeente Binnenmaas, daarvoor was het onderdeel van de gemeente 's-Gravendeel. De kern van Schenkeldijk bestaat uit drie straten, de Zweedsestraat, de Breedveldstraat en de Ronduitstraat. Schenkeldijk is tevens de naam van een rond lopende dijk tussen Strijen en Strijensas. De bebouwing van Schenkeldijk vormt een geheel met het nabijgelegen Mookhoek. De buurtschappen vormen samen een woonkern met circa 1000 inwoners.

## Onderwijs en cultuur
De openbare basisschool 'Julianaschool' aan de Zweedsestraat is wegens te weinig leerlingen in 2018 gesloten. De 21 leerlingen werden verplaatst naar OBS 'Het talent' in Mookhoek.
Vanuit Buurthuis Ronduit worden activiteiten georganiseerd door SKOS (Stichting Kultureel Opbouwwerk Schenkelijk).

## Vlasserij
Vlasverwerking was ooit de belangrijkste activiteit in de buurtschap. De eerste vlasfabriek was van de firma "A. Huisman" en werd gevestigd in 1814.
In 1920 liet een aantal vlassers op initiatief van Schilleman Huisman gezamenlijk een coöperatieve warmwaterroterij bouwen om op een moderne wijze vlas te kunnen roten. Bij de oprichting van de Coöperatieve warmwaterroterij "Schenkeldijk" 11 vlasbedrijven aandeelhouder. Er werden twee rootkamers gebouwd, dit werd al in 1922 uitgebreid tot vijf. Directeur van de roterij was Arie Huisman, deze werd in 1934 opgevolgd door zijn neef Jan Huisman. In 1947 werd door de coöperatie een grote nieuwe roterij gebouwd met acht dubbele rootkamers.
Jacob Huisman bouwde in 1929 een eigen roterij in Schenkeldijk met zes rootkamers. Later kwamen er nog twee zelfstandige vlassers in de buurtschap: "Visser, Schoonman & van Alphen BV" en Schilleman Huisman Jr. De vlasserijen in de buurtschap telden na de Tweede Wereldoorlog gezamenlijk acht vlaszwingelturbines.
Na 1957 ging het bergafwaarts met de vlasindustrie en in 1969 stopte Pieter Huisman Jacobszoon als laatste vlasser.

## Benaming Zweedsestraat
Schenkeldijk en omgeving werden ten tijde van de Watersnoodramp in 1953 zwaar getroffen. Om deze reden zijn er vanuit Zweden houten huizen gedoneerd. De straat waaraan ze staan werd Zweedsestraat genoemd.